# Hardgore

Hardgore est un film américain gore réalisé en 1974 par Michael Hugo.

## Synopsis
Fox Hollows est un sanatorium, établissement spécialisé dans le traitement de maladies chroniques. Dans cet institut, les médecins soignent absolument tout, y compris la nymphomanie. Cela tombe bien, puisque la dernière patiente à venir faire un séjour à Fox Hollows s'avère être une nymphomane invétérée.